# Butch Trucks

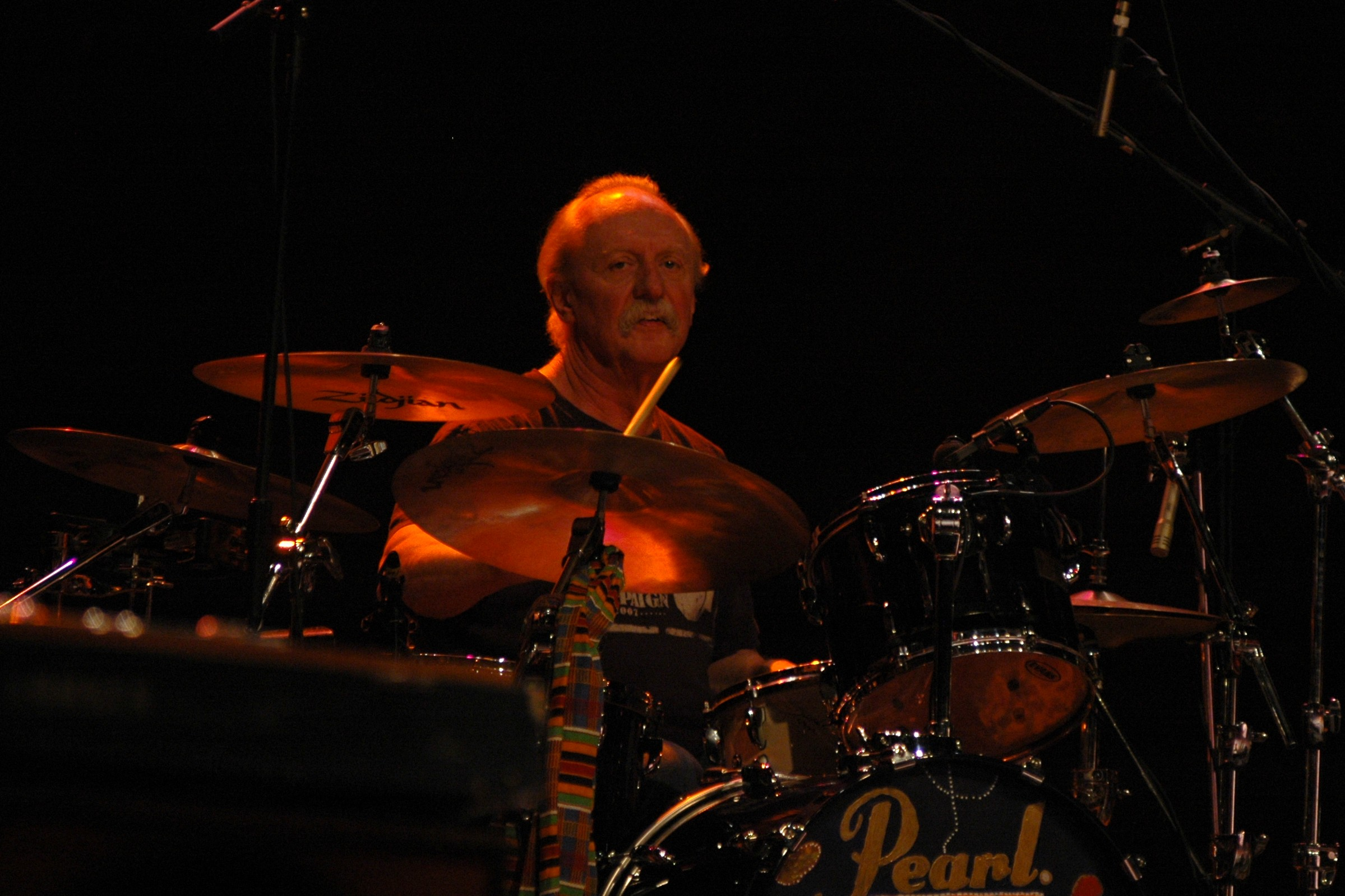
Butch Trucks (2007)

Claude Hudson „Butch“ Trucks (* 11. Mai 1947 in Jacksonville, Florida; † 24. Januar 2017) war ein US-amerikanischer Schlagzeuger und eines der Gründungsmitglieder der Allman Brothers Band.

## Biografie
In den frühen 60er Jahren trat Trucks seiner ersten Band, The Vikings, bei, mit der er 1964 eine erste Single aufnahm. Bei einem seiner weiteren frühen Projekte, The 31st Of February, die 1968 im selben Jahr gegründet und aufgelöst wurden, waren bereits Duane Allman und Gregg Allman dabei. 
1969 gründete er die Allman Brothers Band mit, bei der er bis zu deren Auflösung im Jahre 2014 als letztes Gründungsmitglied mitspielte. Er war bekannt für sein charismatisches Auftreten und seine oftmals stoischen Blicke auf andere Bandmitglieder, während er spielte.
Neben der Musik interessierte sich Trucks für Philosophie und Literatur. Zuletzt lebte er mit seiner Frau in Florida.
Sein Neffe, der Blues- und Slidegitarrist Derek Trucks, spielte ebenfalls bei den Allman Brothers.
Der Rolling Stone listete Trucks 2016 gemeinsam mit seinem Bandkollegen Jaimoe auf Rang 71 der 100 größten Schlagzeuger aller Zeiten.

## Weblink
Butch Trucks bei Discogs